# Bückwitz
Bückwitz ist ein Ortsteil der Gemeinde Wusterhausen/Dosse im Landkreis Ostprignitz-Ruppin (Brandenburg). Der Ort war bis zur Eingemeindung nach Wusterhausen/Dosse im Jahr 2001 eine selbständige Gemeinde.

## Geographie
Bückwitz liegt etwa 3,5 Kilometer Luftlinie ostnordöstlich von Neustadt (Dosse) und etwa 3 Kilometer Luftlinie südöstlich von Wusterhausen/Dosse am Südufer des Bückwitzer See. Die Gemarkung bzw. der Ortsteil Bückwitz grenzt im Norden an die Gemarkung der Stadt Wusterhausen/Dosse, im Nordosten an Metzelthin, im Osten an Barsikow, im Süden an Segeletz und im Westen an die Gemarkung der Stadt Neustadt (Dosse). Bückwitz liegt verkehrstechnisch günstig gelegen an der Bundesstraße 167, der Bundesstraße 5 und der Bundesstraße 102. Zum Ortsteil Bückwitz gehört der Wohnplatz Bückwitz-Ausbau, südöstlich des Ortskerns an der B 5. Ein zweiter Wohnplatz dieses Namens liegt östlich des Ortskern südlich der B 167.
Obwohl Bückwitz direkt am Bückwitzer See liegt, gehört der See selber nicht zur Gemarkung Bückwitz. Im Nordosten bilden der Rohrlacker Graben die Grenze zur Gemarkung Metzelthin. Die Gemarkung wird von mehreren Gräben durchzogen. Der Ortskern liegt bei 37 m ü. NHN. Der höchste Punkt liegt bei Bücknitz-Ausbau ganz im Süden der Gemarkung bei etwas über 41 m ü. NHN; tiefster Punkt ist der Seespiegel des Bückwitzer Sees mit 33 m ü. NHN.

## Geschichte
Bückwitz ist erstmals in einer Urkunde von 1308 erwähnt. Der Name leitet sich von einer altpolab. Grundform *Bukovica bzw. *Bukovec = Ort am/beim Buchenwald ab. Das Dorf ist seiner Struktur nach ein Sackgassendorf; die Sackgasse endet am Bückwitzer See.

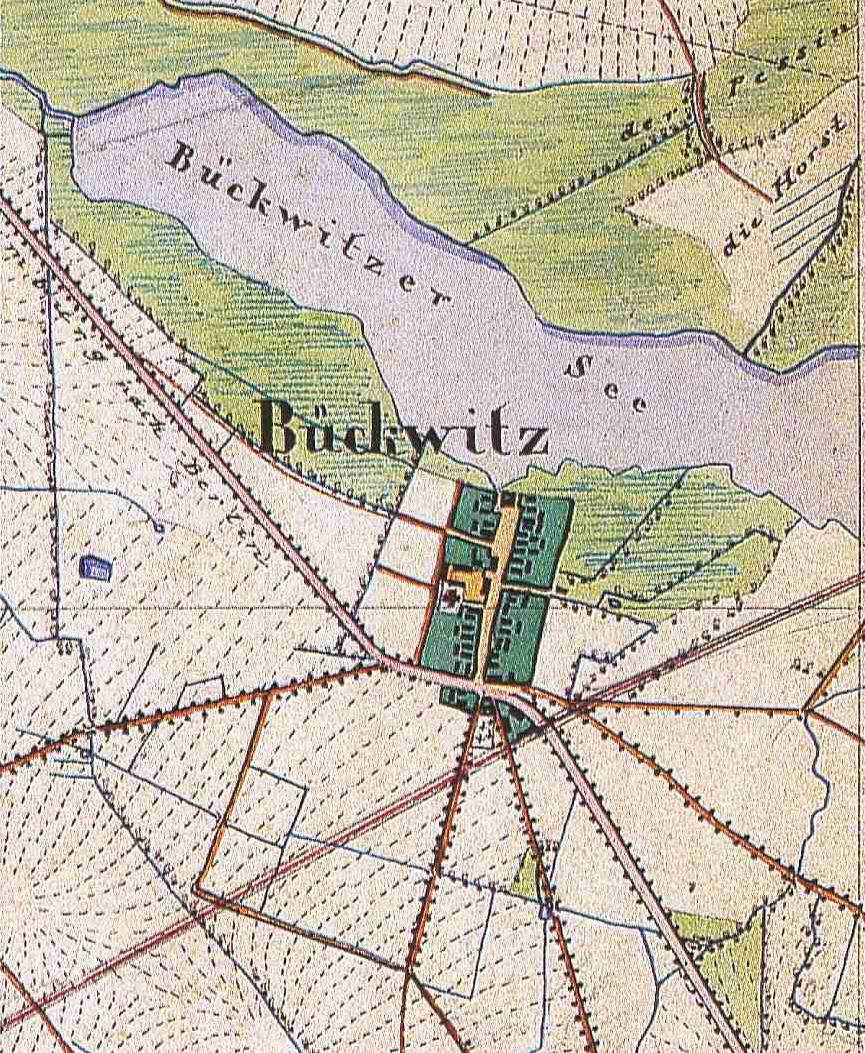
Bückwitz auf dem Urmesstischblatt 3140 Neustadt (Dosse) von 1841

### Besitzgeschichte
Bückwitz war Zubehör zur Burg in Neustadt (Dosse), die noch 1375 zur Prignitz gerechnet wurde. Städtchen und Burg waren 1375 im Besitz des Lippoldus de Bredow, einem markgräflichen Gefolgsmann. Um 1407 war die Burg Neustadt mit Zubehör, darunter auch Bückwitz in den Besitz der Grafen von Lindow übergegangen. Nach dem Landbuch von 1491 wurde Bückwitz nun zum Land Wusterhausen gerechnet.
Der Besitz des Dorfes war schon vor 1491 geteilt. Die Hebungen von den Bauern gingen an einige Adlige und Institutionen. Sogar Hebungen von einem Bauernhof gingen an verschiedene Nutznießer. Insgesamt lassen sich im ausgehende Mittelalter und Frühen Neuzeit 13 Besitzer/Nutznießer von Abgaben in Bückwitz nachweisen. Die folgende Tabelle gibt eine Übersicht über die Besitzverhältnisse in Bückwitz um das Jahr 1491.
| Bauer/Kossät        | Anzahl Hufen                            | Abgaben                                       | Nutznießer                     |
| ------------------- | --------------------------------------- | --------------------------------------------- | ------------------------------ |
| Schulte             | 3 Hufen (2 Freihufen)                   | ½ Wispel Roggen, ½ Wispel Hafer               | Hermann von Brunn in Segeletz  |
| Peter Krun          | 2 Hufen                                 | 2 Wispel hartes Korn, 16 Schillinge, Dienst   | Claus von Rohr                 |
| Marcus Nateheyde    | 2 Hufen                                 | alle Rechte                                   | Claus von Rohr                 |
| Marcus Krun         | 2 Hufen                                 | alle Pächte, Dienst                           | Claus von Rohr                 |
| Claus Witze         | 2 Hufen (Pfarrhufen)                    | 2 Wispel hartes Korn, 6 Schillinge, Dienst    | einem Priester                 |
| Henning Valvisch    | 2 Hufen                                 | Pacht, 16 Schillinge, Dienst                  | Claus Metzmacher               |
| Achim Rulen         | 2 Hufen                                 | 16 Schillinge, Dienst                         | Probst von Gransee             |
| Matthis Brendeke    | 2 Hufen                                 | 6 Schillinge, Dienst                          | Lenze von Quitzow              |
| Brendeke Krun       | 2 Hufen                                 | alle Rechte                                   | Lenze von Quitzow              |
| Mechil Tidemann     | 2 Hufen                                 | Dienst                                        | Probst von Gransee             |
| Hanns Brendeke      | 2 Hufen                                 | 16 Scheffel Roggen, 16 Scheffel Gersten       | Achim von Kahlbutz             |
| dito                | dito                                    | 8 Scheffel Roggen, 8 Scheffel Gersten, Dienst | Berthold von Kahlbutz          |
| Bartolomeus Stepell | 2 Hufen                                 | alle Rechte                                   | Fritz von Schütte              |
| Claus Varland       | 2 Hufen                                 | 1 Wispel, 8 Schillinge, halber Dienst         | Kersten von Meseberg           |
| dito                | dito                                    | 1 Wispel 8 Schillinge, halber Dienst          | Lutke von Rathenows Kinder     |
| Coppe Wagenitz      | 2 Hufen                                 | alle Pächte, Dienst                           | Mönche von Havelberg           |
| Balte Brendeke      | 2 Hufen                                 | alle Pächte, Dienst                           | Mönche im Kloster zu Havelberg |
| 15 Bauernhöfe       | 31 Hufen, 2 Schulzenhufen, 2 Pfarrhufen | -                                             | -                              |

Bereits vor 1491 hatte hier die Herrschaft Neustadt drei Viertel des Gerichts und drei Viertel des Patronats. 1525 war das Dorf bzw. die drei Viertel der Herrschaft Neustadt dem Domkapitel in Havelberg versetzt. Im weiteren Verlauf der Geschichte kamen weitere Anteile und Hebungen an die Herrschaft bzw. später Amt Neustadt, sodass das Amt im Vollbesitz des Dorfes mit Ausnahme eines Rittergutes war. 1572 trat Elisabeth von Grabow, Witwe des Georg von Kröcher, den Viertel Teil des Straßengerichts und des Patronats an das Amt ab.
Der Schulzenhof war 1491 im Besitz des Hermann von Brunn in Segeletz. Er wurde 1705 an das Amt Neustadt verkauft. Achim und Bertold von Kalebutz zu Kampehl hatten 1491 zusammen einen Zweihufenbauern, den Christian Friedrich von Kahlbutz 1699 an das Amt Neustadt verkaufte. Ein weiterer Zweihufenhof gehörte dem Lentze von Quitzow, der zudem noch geringere Hebungen von einem zweiten Zweihufenhof bezog. 1491 hatte auch der Probst in Gransee geringe Abgaben von einem Zweihufenbauern und den Dienst eines weiteren Zweihufenbauern. Ein Bürger Claus Metzmacher hatte Hebungen von einem Zweihufenhof. Die Mönche von Havelberg (Prämonstratenser-Domkapitel) hatten zwei Zweihufenbauern mit allen Pächtern und Diensten. Die weitere Geschichte dieser Besitzanteile ist bisher noch nicht im Einzelnen geklärt. Sie müssen später jedenfalls an das Amt Neustadt gekommen sein.
Die Kinder des verstorbenen Lutke von Rathenow zu Plänitz hatten einen Zweihufenhof gemeinsam mit Kersten von Meseberg zu Rohrlack. Der Anteil der von Rathenow kam 1596 in den Besitz der Familie von Gühlen zu Rohrlack und Wustrau. 1613 ging er an die Familie von Lüderitz zu Nackel. Die genannten von Meseberg konnten ihren halben Anteil bis 1693 behaupten. 1693 verkauften die von Lüderitz und die von Meseberg den Bauernhof an das Amt Neustadt.
Fritz von Schütte gehörte 1491 ein Zweihufenhof in Bückwitz mit allen Rechten. 1542 hatten, vermutlich seine Söhne, Achim und Jacob von Schütte einen Wohnhof in Bückwitz. 1572 war ein Fritz Schutz zu Buckewitz (verschrieben für Schütte?) auf dem Landtag in Berlin anwesend.
Claus von Rohr auf Katerbow und Netzeband hatte 1491 drei Höfe, vermutlich als Pfandinhaber von einem Viertel der „Herrschaft Neustadt“. 1525 gehörte dem Baltzer (von) Rohr auf Katerbow ein Viertel des Dorfes. 1675 verkauften die Rohr ihren Anteil an die hier noch bürgerliche Familie Criegern, an Dietrich Criegern. Dessen nobilitierter Sohn, Friedrich Dietrich von Criegern, erhielt am 15. September 1717 die königlich Preussische Confirmation (Anerkennung) des bereits am 1. Juli 1711 erteilten kursächsischen Reichs-Vicariats-Adel und erbte die väterlichen Güter samt Bückwitz.
1733 wurde der Besitz weiter gereicht an den Amtsrat Belchow, der ihn bis 1741 innehatte. Auf ihn folgte bis 1745 der Pastor Schneider aus Barsikow. 1745 ging der Anteil an die Familie von Wartenberg, 1751 an die derer von Grumbkow. 1761 bis 197 gehörte er dem Amtmann Clausius des Amtes Neustadt. Auf ihn folgte bis 1803 ein Herr von Werdeck, auf diesen ein von Wartenberg auf Metzelthin. 1817 war Stadtrichter Jesse im Besitz des Anteils, ebenso noch 1828 und 1841. Auf diesen folgten bis 1862 die von Winterfeld auf Metzelthin. 1850 war nach Berghaus Philipp Otto von Winterfeld in Metzelthin ansässig. Das Matrikelbuch von Karl Friedrich Rauer nennt 1857 nur einen Herr von Winterfeld. Im Raucherschen Adressbuch vom gleichen Publikationsjahr ist dagegen Philipp Otto von Winterfeld als Besitzer von Bückwitz und Metzelthin erwähnt.
Nach Adolf Frantz hatte Bückwitz 1863 eine Größe von 388 Morgen Acker und 74 Morgen Weide. Nach dem General-Adressbuch der Ritterguts- und Gutsbesitzer im Deutschen Reiche von 1879 hatte das Gut, nun in Hektar beziffert, eine Größe von 92 Hektar, davon 85,50 Hektar Acker, 6,25 Hektar Wiesen und 0,25 Hektar Weiden. Der Grundsteuerreinertrag betrug 1407 Mark. Als Besitzer des Gutes ist nun ein von Kunowski verzeichnet. Ihm gehörte auch das Gut in Metzelthin. Reinhold Friedrich August von Kunowski wurde am 12. Januar 1841 als Sohn des Waldemar Friedrich von Kunowski und der Magdalena von Lehmann in Bechlin geboren. Er war Leutnant in der preußischen Armee. Wann genau er Bückwitz und Metzelthin erwarb, ist nicht bekannt. 1896 waren die beiden Güter wieder getrennt. Metzelthin gehörte einem Pickert, der das Gut an einen Leutnant Horn verpachtet hatte, und das Gut Bückwitz gehörte nun dem Ökonomierat Hermann Gottlieb Stolze in Neukammer, der seinen Grundbesitz, darunter auch Bückwitz zu einem Familienfideikommiss bestimmt hatte. Bis 1903 konnte er auch das Gut Metzelthin erwerben. Dieses Gut war mit 286 Hektar über dreimal so groß wie das Gut Bückwitz.
Leutnant Horn war nach dem Handbuch des Grundbesitzes im Deutschen Reiche 1910 Pächter der beiden Güter Bückwitz und Metzelthin. Als Besitzerin erscheint nun die Witwe Margarethe Stolze. In Niekammer’s Güteradressbuch von 1914 ist ein Frl. Margarethe Stolze in Neukammer als Besitzerin eingetragen. Sie hatte den Pächter behalten, den mittlerweile zum Hauptmann d. R. aufgestiegenen Th. Horn. Die Größe des Gutes ist wieder mit 270 ha angegeben, der Grundsteuerreintrag mit 4566 Mark. Der Tierbestand belief sich auf 34 Pferde, 85 Stück Rindvieh, darunter 74 Milchkühe, 311 Schafe und 32 Schweine.
Eine Margarethe Maria Stolze von Kunowski heiratete 1913 den Wilhelm von Byern von Groß Germersleben, der letzter Gutsbesitzer (bis 1945) von Metzelthin war. Wahrscheinlich ist es das im Güteradressbuch von 1914 genannte Frl. Margarethe Stolze. Die Eintragungen im Güteradressbuch hinken der Zeit oft um ein bis zwei Jahre hinterher, basieren auf amtlichen Quellen wie auch auf Grund direkter und unmittelbarer Eigenangaben.
Das Gut Bückwitz wurde in der Bodenreform von 1946 enteignet.

### Dorfgeschichte
1491 hatte der Ort 31 Hufen. Der Schulze hatte eine Dreihufenhof, die 14 anderen Bauern hatten je zwei Hufen zu ihren Höfen. 1525 stand eine Katharinenkapelle in der Nähe des Dorfes.
1540 stellte sich die Sozialstruktur des Dorfes wie folgt dar: ein Schulze, 15 Bauern, ein Kossäte, ein Kuhhirt und ein Schäfer. 1624 wohnten 17 Hufenbauern im Ort, ein Kossät, ein Schmied, ein Pachtschäfer, ein Hirt und dreieinhalb Paar Hausleute. Die Hufenzahl wurde nun mit 35 beziffert. Darunter waren zwei Pfarrhufen und 3½ Hufen gehörten der Herrschaft. Vier Höfe mit sieben Hufen waren der Herrschaft freigewilligt worden, das heißt, dass sie schon ausgekauft und zum Rittergut gezogen worden waren. 1638 brannten kaiserliche Truppen unter General Gallas Bückwitz bis auf das Haus des Hans Buchholz und die Schmiede nieder.
1652 waren von den (theoretischen) 13 Bauernhöfen acht nicht bewirtschaftet, auch eine Kossätenstelle war nicht besetzt. Für 1687 gibt das Historische Ortslexikon nur einen Zweihufenhof und einen Dreihufenhof an, bei 28 Bauernhufen; dreieinhalb Hufen gehörten zum Rittergut, sieben Hufen waren freigewilligt und zwei Pfarrhufen. Auf jede Hufe wurden zwölf Scheffel Winter- und Sommersaat ausgebracht. Auf den Feldern ernteten die Bauern das 4. Korn. Trotzdem wurde der Acker als nur mittelmäßig eingestuft. Auch die Weide war nur mittelmäßig. Auf der Feldmark befanden keine Wiesen. Die Bauern konnten jedoch Mastung betreiben und hatten Brennholz, auch etwas Fischerei auf dem Bückwitzer See. Für 1716 werden 15 Hufenbauern angegeben, ein Wohnschmied, ein Dorfschäfer und ein Knecht mit Vieh. Auf 28 Hufen waren jeweils 10 Groschen Hufenzins zu entrichten. 1761 wurden wieder 15 Hufenbauern angegeben, darunter auch der Schulze. Drei Bauern bewirtschaften fünf freigewilligte Hufen. Hinzu kamen zwei Büdner, darunter ein Schmied. Der Schankkrug ging im Dorf reihum. Außerdem wohnten in Bückwitz sechs Einlieger, ein Küster, ein Kuh- und Schweinehirt und Schäfer, ein Pferdeknecht, ein Ochsenhirt und 41 Personen Gesinde, insgesamt 128 Seelen. 1800 gab es 16 Ganzbauern, die 28 Hufen bewirtschafteten zwei Büdner, ein Einlieger und einen Zimmermann. Im Dorf war eine Schmiede und ein Schankkrug. Zum Rittergut gehörten 10½ Hufen. Insgesamt gab es 29 Feuerstellen (Wohngebäude) im Dorf. Zwischen 1827 und 1830 wurde die Chaussee Berlin Hamburg gebaut, die heutige Bundesstraße 5. 1840 war die Zahl der Wohngebäude bereits auf 35 Wohnhäuser angestiegen.
1849 erfolgte der Bau der Neustadt-Ruppiner Chaussee (B 105). 1860 war der Gebäudebestand im Dorf: fünf öffentliche Gebäude, 54 Wohngebäude und 76 Wirtschaftsgebäude, im Gut: fünf Wohngebäude und drei Wirtschaftsgebäude. Der Gemeindebezirk hatte 1993 Morgen, davon 18 Morgen Gehöfte, 20 Morgen Gartenland, 1588 Morgen Acker, 265 Morgen Wiesen und 96 Morgen Weide. Der Gutsbezirk war 468 Morgen groß, davon waren sechs Morgen Gehöfte, 388 Morgen Acker und 74 Morgen Weide. Am 30. September 1835 zerstörte ein Großbrand neun Wohnhäuser, drei gefüllte Scheunen, sechs große und mehrere kleinere Ställe. 1891 wird die Sozialstruktur des Dorfes wie folgt geschildert: elf Bauern, ein Hofstellenbesitzer, zwei Gastwirte, 37 Büdner darunter drei Handelsmänner, drei Mauerer, ein Nachtwächter, zwei Altsitzer, ein Molkereibesitzer, ein Bahnwärter, ein Bahnarbeiter, ein Handelmann, ein Schmied, ein Zimmergeselle, ein Maurergeselle, 14 Arbeiter, ein Lehrer, 22 Knechte, 16 Mägde, ein Lehrling, ein Mieter und ein Ortsarmer.
Im Jahr 1900 hatte der Ort 62 Häuser, zum Gut gehörten ein Haus. Der Gemeindebezirk war 542 ha, der Gutsbezirk 97 ha groß. 1944 578 ha Betriebsfläche, davon 361,56 ha Ackerland, 10,02 ha Gärten, 116,85 ha Wiese, 33,84 ha Weide und 20,21 ha Wald und ähnliches.
In der Bodenreform von 1946 wurden 261,8 ha auf 51 Siedler aufgeteilt. 1957 bildete sich die erste LPG mit 14 Mitgliedern und 177 ha landwirtschaftlicher Nutzfläche. 1960 waren bereits 148 Grundbesitzer Mitglied in der LPG, die 577 ha Nutzfläche bewirtschaftete.
| Jahr      | 1767 | 1787 | 1800 | 1817 | 1840 | 1858 | 1875 | 1895 | 1910 | 1925       | 1933 | 1939 | 1946 | 1950 | 1964       | 1971 | 1981 | 1991 | 2000 |
| Einwohner | 211  | 195  | 196  | 226  | 258  | 344  | 364  | 354  | 350  | 273 (292*) | 280  | 274  | 497  | 436  | 305 (307*) | 261  | 404  | 339  | 342  |

* Nach dem Historischen Ortslexikon.

### Kommunalpolitische Geschichte
Aus der Herrschaft Ruppin bildete sich im Laufe des 16. Jahrhunderts zunächst der Ruppinsche Kreis der Mark Brandenburg, ab 1817 der Kreis Ruppin der Provinz Brandenburg heraus, bei dem Bückwitz bis 1952 verblieb.
Mit der Bildung der Amtsbezirke in Preußen wurde Bückwitz dem Amtsbezirk 7 zugeordnet (zusammen mit Ganzer, Barsikow und Metzeltin). Amtsvorsteher wurde Rittergutsbesitzer von Kriegsheim auf Barsikow, sein Stellvertreter Amtmann Berlin in Ganzer.
In der Kreis- und Bezirksreform von 1952 wurde der alte Kreis Ruppin aufgeteilt und das Land Brandenburg aufgelöst; Bückwitz kam damals zum neuen Kreis Kyritz im Bezirk Potsdam der DDR.
Bückwitz wurde im 19. Jahrhundert selbständige Landgemeinde. 1957 gehörten dazu: die Wohnplätze Bahnhof Barsikow, Barsikower Ausbau und Metzelthiner Ausbau. Zum 1. Januar 1974 wurde Metzelthin nach Bückwitz eingemeindet. 1992 bildete Bückwitz (einschl. Metzelthin) zusammen mit 14 anderen Gemeinden das Amt Wusterhausen. Zum 1. Juli 2001 wurde Bückwitz in die Stadt Wusterhausen/Dosse eingemeindet; gleichzeitig wurde das Amt Wusterhausen aufgelöst. Nach der Hauptsatzung der Gemeinde Wusterhausen erhielt Metzelthin, früher Ortsteil von Bückwitz, nun ebenfalls den Status eines Ortsteils. Die seit 1974 bestehende quasi Doppelgemeinde Bückwitz (inkl. Metzelthin) wurde dadurch wieder aufgelöst. Der Ortsvorsteher wird unmittelbar gewählt.

### Kirchliche Geschichte

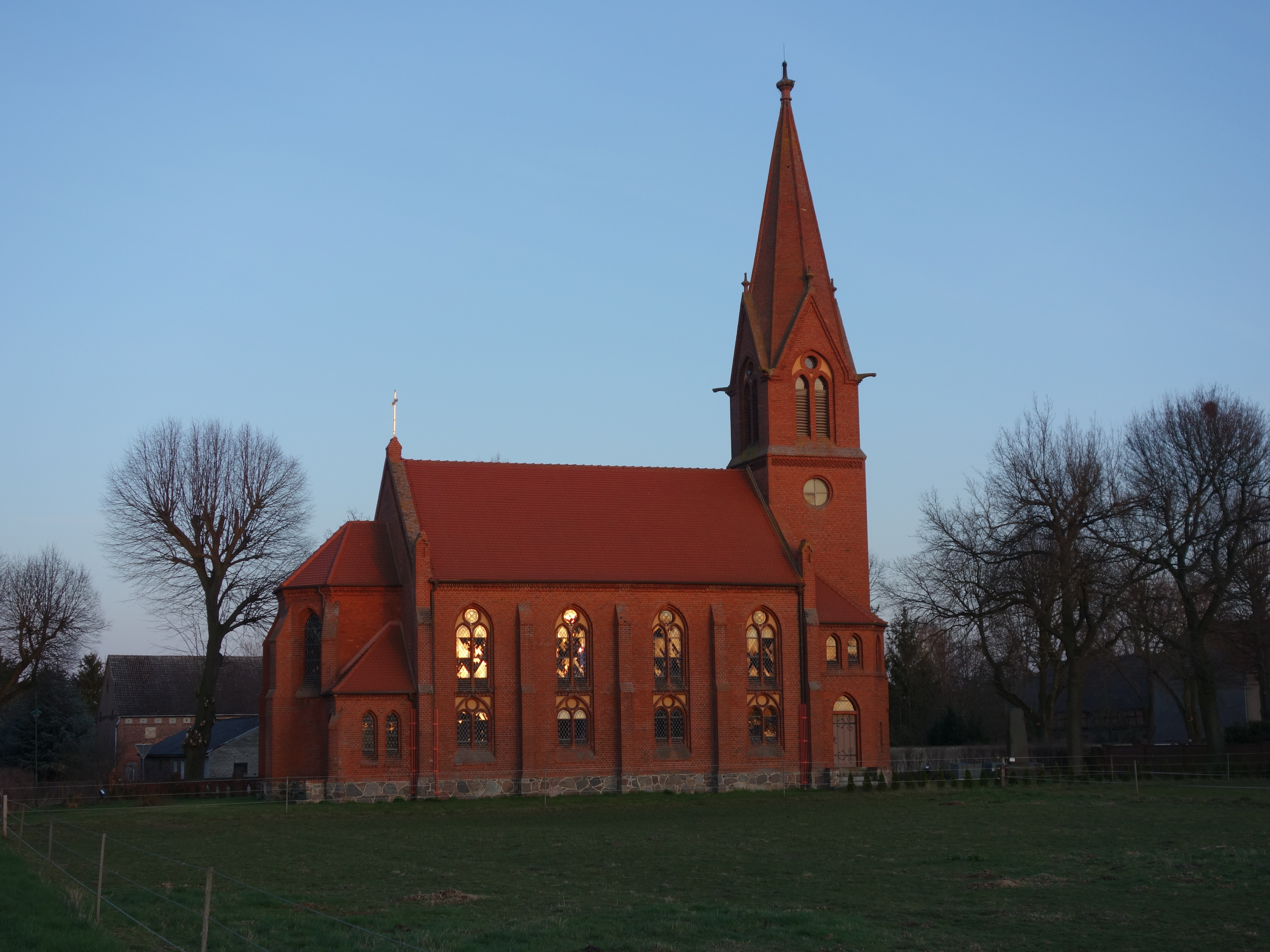
Dorfkirche Bückwitz, Ansicht der Westseite

Bückwitz war ursprünglich selbständige Pfarre wie auch die zwei Pfarrhufen zeigen. 1541 wurde die Gemeinde von Kampehl aus kuriert. Ab 1558 wurde sie von Neustadt (Dosse) versehen. Ab 1910 war sie Tochterkirche von Segeletz in der Superintendentur Wusterhausen/Dosse. Das Patronat war im Besitz der Herrschaft Neustadt bzw. des Amtes Neustadt, später des Fiskus.
Heute (2018) ist Bückwitz selbständige Kirchengemeinde im Pfarrsprengel Segeletz im Evangelischen Kirchenkreis Prignitz.

## Naturschutzgebiet Bückwitzer See und Rohrlacker Graben
Das Naturschutzgebiet Bückwitzer See und Rohrlacker Graben umfasst den Bückwitzer See und mehr oder weniger breite Randbereiche sowie den Abflussbereich und die Niederung des zufließenden Rohrlacker Grabens, auch Schwenze genannt. Es wurde 2001 durch eine Verordnung des Minister für Landwirtschaft, Umweltschutz und Raumordnung eingerichtet und umfasst 157 ha. Es erstreckt sich auf die Gemarkungen Barsikow, Bückwitz, Metzelthin und Wusterhausen. Durch das Naturschutzgebiet wird der (nach-)eiszeitlich im Übergangsbereich zwischen der Ruppiner Platte und dem Unteren Rhinluch entstandene Bückwitzer See und seine Randbereiche geschützt.

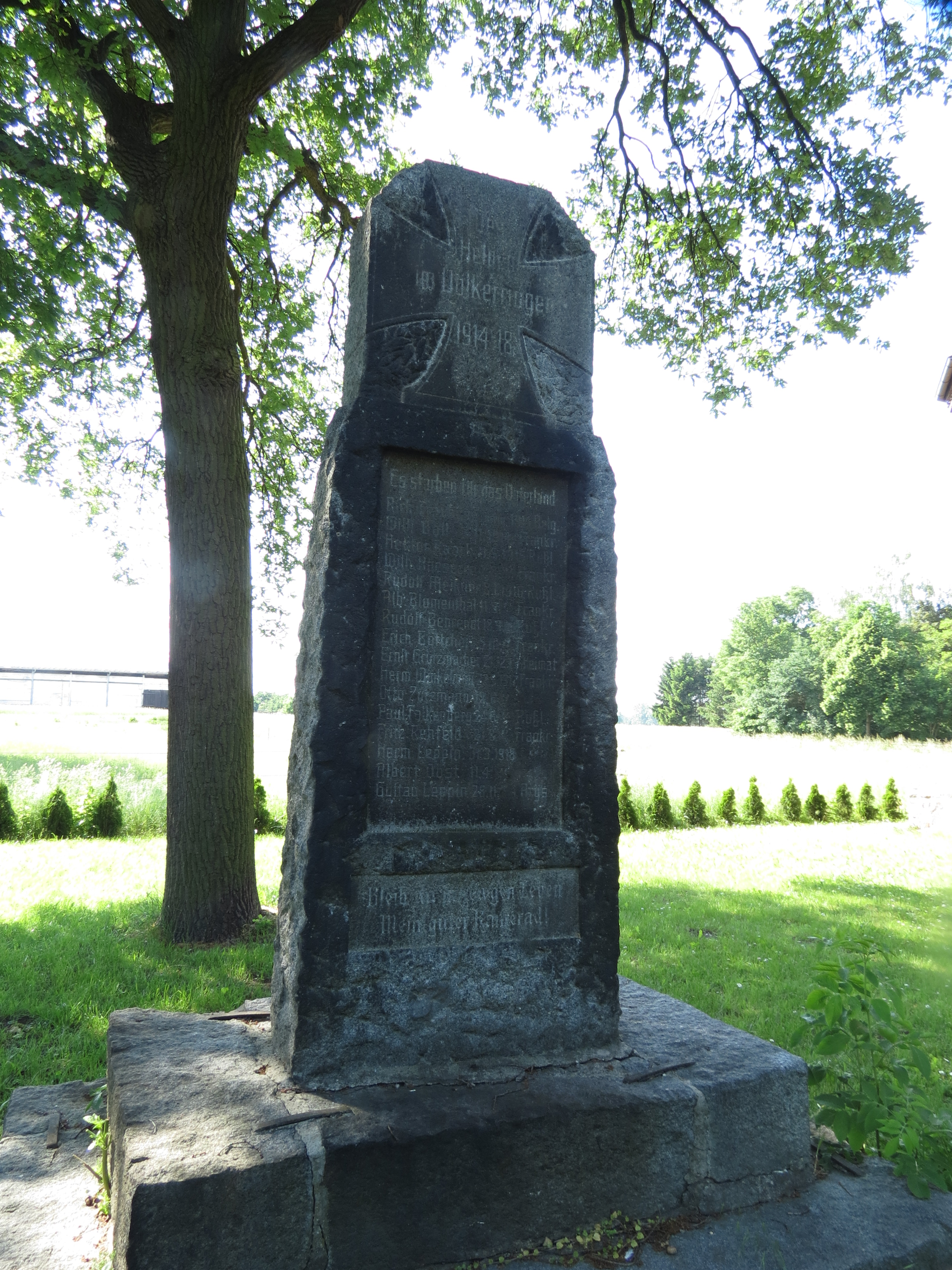
Gefallenendenkmal südlich der Kirche

## Wirtschaft und Tourismus
In Bückwitz gibt es hauptsächlich landwirtschaftliche Betriebe und kleinere Zulieferbetriebe. An der B 102 hat sich ein Betrieb für Saatenveredlung angesiedelt. Im südlichen Teil der Gemarkung stehen einige Windkraftanlagen.
Durch seine Lage direkt am Bückwitzer See ist Bückwitz eine beliebte Anlaufstelle für Angler. Durch Brandstiftung verlor der Ort in den 1990er Jahren seine einzige gastronomische Einrichtung. Die damalige Brandstelle an der Kreuzung Hauptstraße/Seestraße ist auch heute noch unbebaut.

## Denkmale und Sehenswürdigkeiten
Die Denkmalliste des Landes Brandenburg für den Landkreis Ostprignitz-Ruppin weist für Bückwitz nur ein Baudenkmal auf
- Nr. 09170528 Seestraße 10: Dorfkirche mit Gefallenendenkmal und Einfriedung. Die heutige Kirche wurde 1880 eingeweiht; die Vorgängerkirche war im Dreißigjährigen Krieg niedergebrannt worden.